# 博特努爾發電廠
博特努爾發電廠是一個水力發電站，位於沃格的北部，為法羅群島最南端的苏德岛供電。博特努爾發電廠是法羅群島建造的第一座水力發電廠。該發電廠由沃格市政府建造，部分電力用於為Vágseiði的船舶索道供電。
發電廠於1921年7月18日開始運作。1960年，該發電廠被SEV從Suðuroyar Elverk手中收購。發電廠配備兩台渦輪機。一個是1.1兆瓦的佩爾頓式水輪機，於1965年投入使用，由Ryskivatn湖供水，該湖又由海拔345米的Miðvatn湖注入，擁有550000立方米的水。 另一台是1966年啟用的2.2兆瓦弗朗西斯渦輪機，由海拔177米的Vatnsnesvatn湖供水，擁有725000立方米的水。該發電廠是無人發電廠並由Vágsfjørður發電廠營運。